# Csermelyszitakötő
A csermelyszitakötő (Onychogomphus forcipatus ) Európában és Nyugat-Ázsiában honos, kavicsos aljú patakoknál, folyóknál élő szitakötőfaj.

## Megjelenése

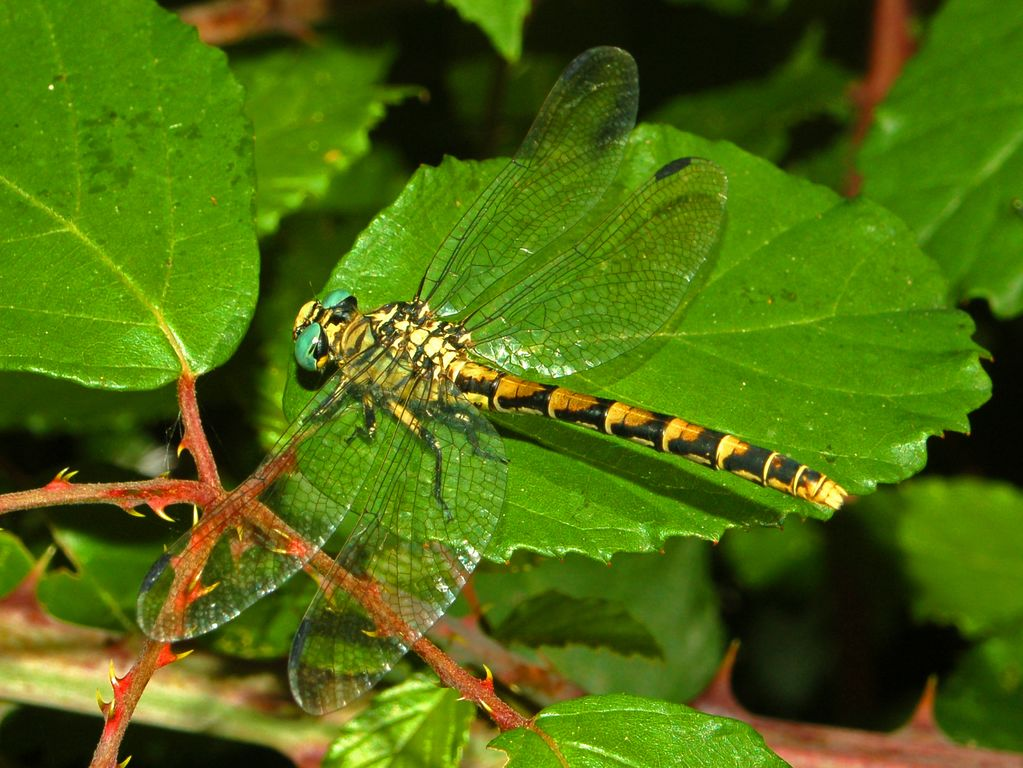
O. f. unguiculatus nőstény

A csermelyszitakötő testhossza kb. 60 mm, szárnyfesztávolsága 55–75 mm közötti. Tora és potroha alapszíne a sárga, amelyen fekete mintázatok láthatóak. A többi, hasonló sárga-fekete szitakötőtől leginkább torának mintája alapján lehet elkülöníteni: felül egy-egy hosszanti csík látható rajta, oldalt pedig három-három ferde, vastag, hullámos fekete csík (kb. olyan szélesek mint a közöttük lévő sárga régiók), amelyek közül az első kettő vége megérinti a felső csíkot. 
A hímeken jellemzően erősebb a fekete mintázat, potrohuk karcsú és a vége jól láthatóan kiszélesedik. Szemük élénkzöld, az O. forcipatus unguiculatus alfajnál azonban kék-zöldeskék. A nőstények habitusa sárgább, szemük kékesszürke, potrohuk egyenletesen hengeres.
Nehezen elkülöníthető, hasonló faj a csak Nyugat-Európában honos Onychogomphus uncatus.
Három alfaja ismert:
- O. forcipatus forcipatus elterjedési területének északi és keleti része az Uráltól, Skandinávián át a Pireneusokig (Magyarországot is beleértve)
- O. forcipatus ungiuculatus Nyugat-Mediterráneum
- O. forcipatus albotibialis Kelet-Mediterráneum

## Elterjedése
Közép- és Dél-Európában, Észak-Afrikában, Nyugat-Ázsiában honos. A mediterrán régióban gyakori, észak felé haladva egyre ritkább, de még Dél-Skandináviában is megtalálható. Magyarországon régen főleg a Duna-kanyarban volt nagy populációja, de ez a 60-as, 70-es években eltűnt. Újabban több helyen is megtalálták, a Rábában, a Felső-Tiszán, a Bódván és a Kerkán, valamint kisebb patakoknál is, de a folyami szitakötők közül így is az egyik legritkább.

## Életmódja
Lárvája a kavicsos, sóderes aljzatú, viszonylag gyors folyású, oxigénben gazdag, kis-közepes vagy nagyobb (Felső-Tisza) folyóvizeket kedveli. Többnyire a kavicsokba kapaszkodva az aljzaton mozog, de szükség esetén úszik, vagy beássa magát. Gyakran együtt fordul elő az Aphelocheirus aestivalis fenékjáró poloskával. A lárva július elején alakul át imágóvá, amely többnyire a későbbiekben is a víz közelében marad. A hímek a vízfelszín és a partok közelében röpködnek, míg a nőstények inkább rejtőzködőek. A nőstény a víz színe fölött lebegve potyogtatja le viszonylag nagy petéit.
Magyarországon védett, természetvédelmi értéke 5 000 Ft.